# 1202 (szám)
Az 1202 (római számmal: MCCII) az 1201 és 1203 között található természetes szám.

## A szám a matematikában
A tízes számrendszerbeli 1202-es a kettes számrendszerben 10010110010, a nyolcas számrendszerben 2262, a tizenhatos számrendszerben 4B2 alakban írható fel.
Az 1202 páros szám, összetett szám, félprím. Kanonikus alakja 21 · 6011, normálalakban az 1,202 · 103 szorzattal írható fel. Négy osztója van a természetes számok halmazán, ezek növekvő sorrendben: 1, 2, 601 és 1202.
Az 1202 egyetlen szám valódiosztó-összegeként áll elő, ez az 1201².

## Csillagászat
- 1202 Marina kisbolygó